# 加斯东·安松
加斯东·安松（法語：Gaston Amson，1883年11月17日—1960年7月16日），法国男子击剑运动员。他曾代表法国参加1920年和1928年夏季奥林匹克运动会击剑比赛，共获得二枚银牌和一枚铜牌。